# Pseudosmodingium pterocarpum
Pseudosmodingium pterocarpum är en sumakväxtart som först beskrevs av Sesse & Moc., och fick sitt nu gällande namn av Fred Alexander Barkley. Pseudosmodingium pterocarpum ingår i släktet Pseudosmodingium och familjen sumakväxter. Inga underarter finns listade i Catalogue of Life.